# O Continentino
O Continentino foi um jornal brasileiro editado em Porto Alegre.
Iniciou sua circulação em 27 de outubro de 1831, encerrando suas atividades em 1833. Teve duas fases, a primeira, quando era editado por João Manuel de Lima e Silva, durou até 31 de dezembro de 1832, com 130 números. Fazia parte do Gabinete de Leitura, que encobria a sociedade maçônica Filantropia e Liberdade.
Era inicialmente impresso na tipografia de Claude Dubreuil, depois passando a ser impresso em tipografia própria, em formato 22 x 32 cm.
Na segunda fase passou a ser redigidio por Joaquim José de Araújo (também redator d O Inflexível, em 3 de janeiro de 1833, reiniciando a contagem de seus números, que seguiram até o 51, quando Araújo mudou-se para o Rio de Janeiro. Sua última edição foi em 27 de junho de 1833.